# Перегудов, Владимир Николаевич
Влади́мир Никола́евич Перегу́дов (28 июня 1902, Балаково — 19 сентября 1967, Ленинград) — советский учёный, инженер-конструктор, кораблестроитель и художник. Начальник и главный конструктор Специального конструкторского бюро № 143 (СКБ-143). Главный конструктор дизельной подводной лодки проекта 613, первой отечественной атомной подводной лодки типа «Кит» (проект 627), Герой Социалистического Труда, лауреат  Ленинской и Государственной премии СССР,  участник  Гражданской и Великой Отечественной войн, капитан 1-го ранга.

## Биография
Родился 28 июня 1902 года в городе Балаково Самарской губернии (ныне в Саратовской области). Из крестьян. Русский.
В годы гражданской войны в составе комсомольского отряда специального назначения участвовал в ликвидации белогвардейских банд Попова в районе Балаково, затем работал секретарём чрезвычайной следственной комиссии в Балакове.
С 1921 года — в Военно-морском флоте. Окончил ускоренные курсы техников командного состава Балтийского флота в Петрограде, в 1926 году — Военно-морское инженерное училище имени т. Дзержинского.
В 1926—1927 годах Перегудов служил старшим военпредом морских сил Балтийского моря, ремонтным механиком на линкоре «Октябрьская революция». В 1927 году поступил слушателем факультета военного судостроения в Военно-морскую академию. В 1930 году, после защиты дипломного проекта «Эскадренная подводная лодка» ему была присвоена квалификация инженера-кораблестроителя. Назначен на должность начальника секции подводного плавания Научно-технического комитета ВМФ, участвовал в строительстве первых типов советских подводных лодок.
В 1934-1935 годах откомандирован за рубеж для участия в совместной работе с компанией «Дешимаг», которая привела к созданию подлодок типа «Средняя».
В ноябре 1937 года был репрессирован в связи с отказом признать предателем и врагом народа своего соратника С. Г. Туркова, в марте 1938 года — освобождён с формулировкой «за отсутствием вины».
После войны был назначен старшим группы конструкторов подводного вооружения, направленной в Германию для изучения вопросов производства немецких подводных лодок. Особенно долго группа работала на судостроительном заводе в Данциге в 1945 году.
Затем работал преподавателем в Военно-морской академии имени А. Н. Крылова и в ВВМИУ имени Ф. Э. Дзержинского, также занимался проектированием подводных лодок, был генеральным конструктором средних ДПЛ проектов 608 и 613, все эти годы работал в ЦНИИ-45. В апреле 1953 года назначен начальником СКБ-143, специально созданного для проектирования атомных подлодок. Был главным конструктором первых советских АПЛ — головной проекта 627 К-3 «Ленинский Комсомол» и серийных проекта 627А.
За работу над созданием первых советских подводных атомоходов 23 июля 1959 года В. Н. Перегудов был удостоен звания Героя Социалистического Труда.
Впоследствии руководил на начальном этапе работой по созданию АПЛ с жидкометаллическим теплоносителем проекта 645ЖМТ.
С 1960 года капитан 1 ранга-инженер  Перегудов - в запасе по болезни. В 1960 году он ушёл и с должности главного конструктора СКБ, но до 1965 года продолжал трудиться в нём ведущим конструктором. Конструктор читал лекции по проектированию подводных лодок в Военно-морской академии, в военно-морских училищах и в Ленинградском кораблестроительном институте.
Умер в 1967 году, похоронен на Серафимовском кладбище Санкт-Петербурга.

## Награды
- Герой Социалистического Труда (23.07.1959)
- Два ордена Ленина (05.11.1946, 23.07.1959)
- Два ордена Красного Знамени (03.11.1944, 26.02.1953)
- Два ордена Отечественной войны 2-й степени (31.03.1944, 08.07.1945)
- Орден Красной Звезды (31.03.1944)
- Медали

## Память

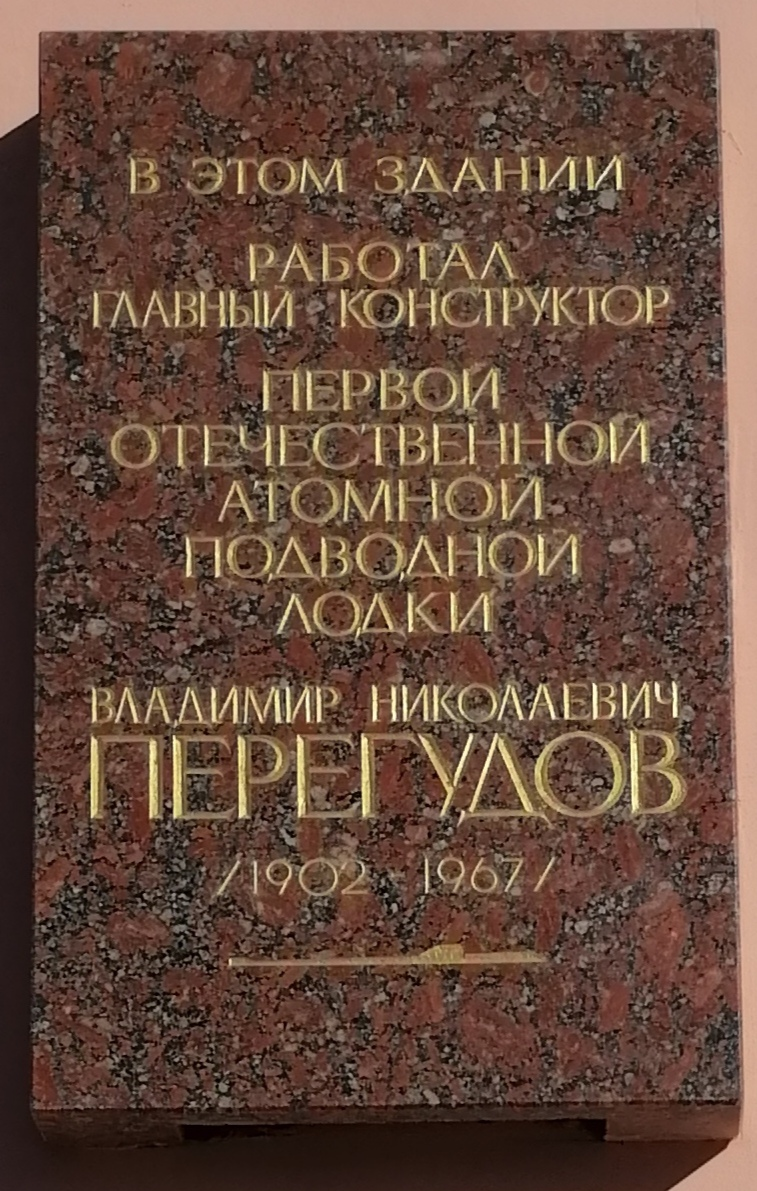

- 29 августа 2006 года решением Собрания депутатов Балаковского муниципального образования № 102 Перегудову было присвоено звание «Почётный гражданин Балаковского муниципального образования» посмертно[7].
- В честь конструктора было названо вспомогательное судно специального назначения, оборудованное для измерения физических полей военных кораблей[8]. В 2009 году «Владимир Перегудов» базировался на Северном флоте, в феврале отмечалось 20-летие корабля[8].
- В 2014 году именем Перегудова названа банка в Баренцевом море[9].
- В 2020 году именем Героя Социалистического Труда В. Н. Перегудова названа школа № 7 г. Балаково Саратовской области[10]
- На стене здания СПМБМ «Малахит» на улице Фрунзе в Санкт-Петербурге открыта памятная доска (1994).